# Список песен Марины Диамандис

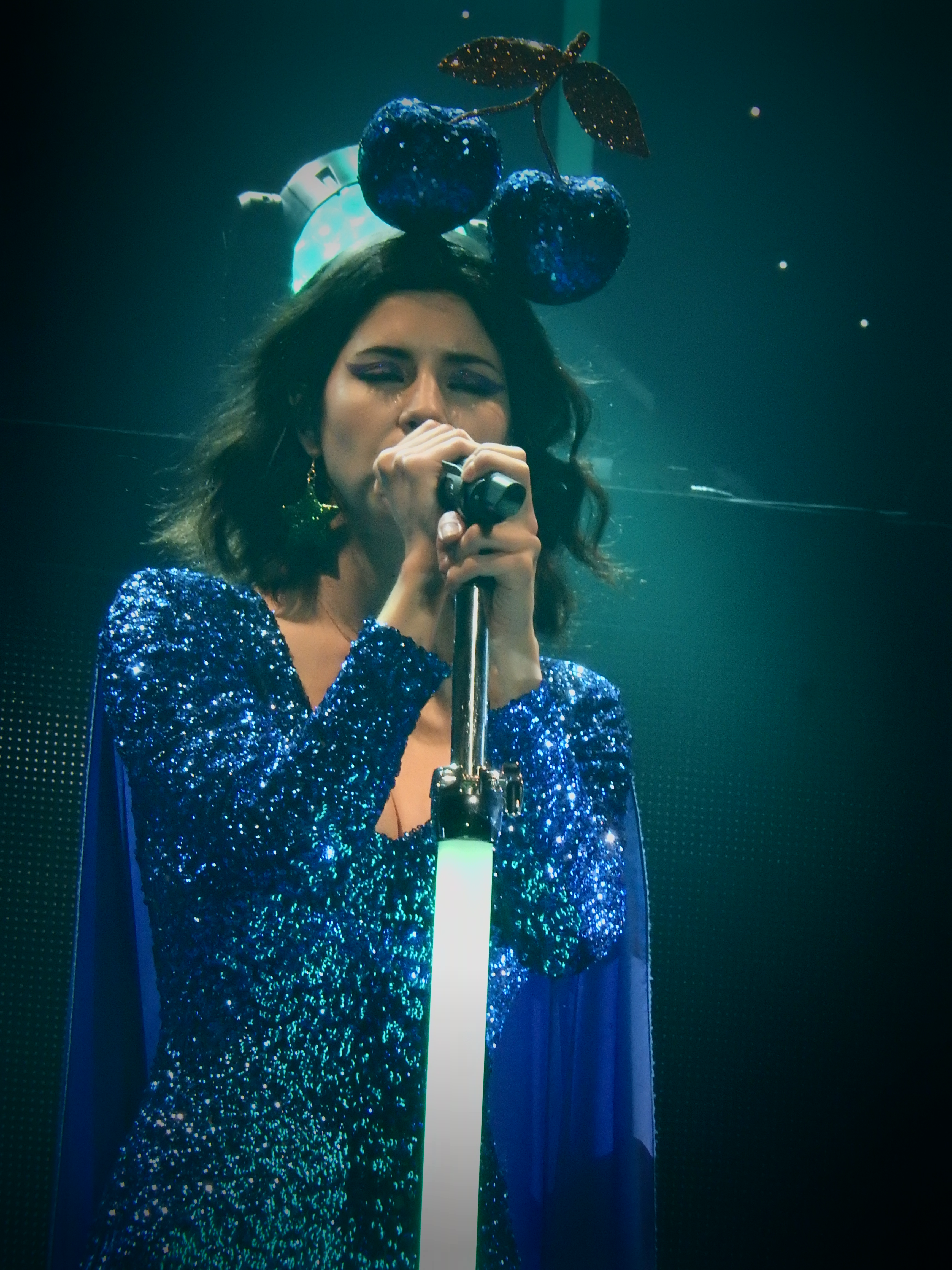
Выступление Диамандис в The Roundhouse 21 февраля 2016 года в Лондоне

За свою карьеру валлийская певица Marina and the Diamonds записала более пятидесяти песен, включая композиции из пяти студийных альбомов и четырёх мини-альбомов.
В 2009 году, Марина Диамандис выпустила дебютный мини-альбом The Crown Jewels EP, включивший в себя всего четыре песни, написанные самой певицей. Продюсировали альбом Лиам Хоу и Мартин Крафт. В рамках выступления на фестивале Apple Music Festival в Лондоне, Диамандис исполнила песню Гвен Стефани, «What You Waiting For?». В феврале 2010 года певица издала первый альбом The Family Jewels включивший в себя тринадцать песен. Все песни в альбоме написаны певицей в сотрудничестве с Лиам Хоу, Паскалем Габриелем, Грэгом Керстином, Ричардом Стэннардом и Ашем Хоусом. В марте того же года Диамандис выпустила второй мини-альбом The American Jewels EP, на который вошло три песни с дебютного альбома. В октябре 2010 года Диамандис записала кавер-версию на песню «Starstrukk», вошедшая в сборник из песен, записанных разными артистами, Radio 1's Live Lounge – Volume 5.
Релиз следующего студийного альбома певицы, Electra Heart состоялся в апреле 2012 года. Альбом включает в себя шестнадцать песен, написанных Диамандис совместно с такими авторами, как Рик Ноуэлс, Джулия Фрост, Dr. Luke, Генри Уолтер, Diplo, Грэг Керстин, Дэврим Караоглю, Стив Анжелло, Миккел С. Эриксен, Chuckie, Райан Рэбин и Райан МакМахон. В 2013 году Диамандис записала песню «Just Desserts» при участии британской певицы Charli XCX.
В начале 2015 года была выпущена дуэтная песня «Disconnect», записанная при участии британской группы Clean Bandit. Позже, в марте 2015 года был выпущен третий альбом певицы, Froot, в который вошло тринадцать песен, полностью написанные Диамандис. В январе 2016 года была выпущена кавер-версия на песню Синди Лопер «True Colors».

## Список песен

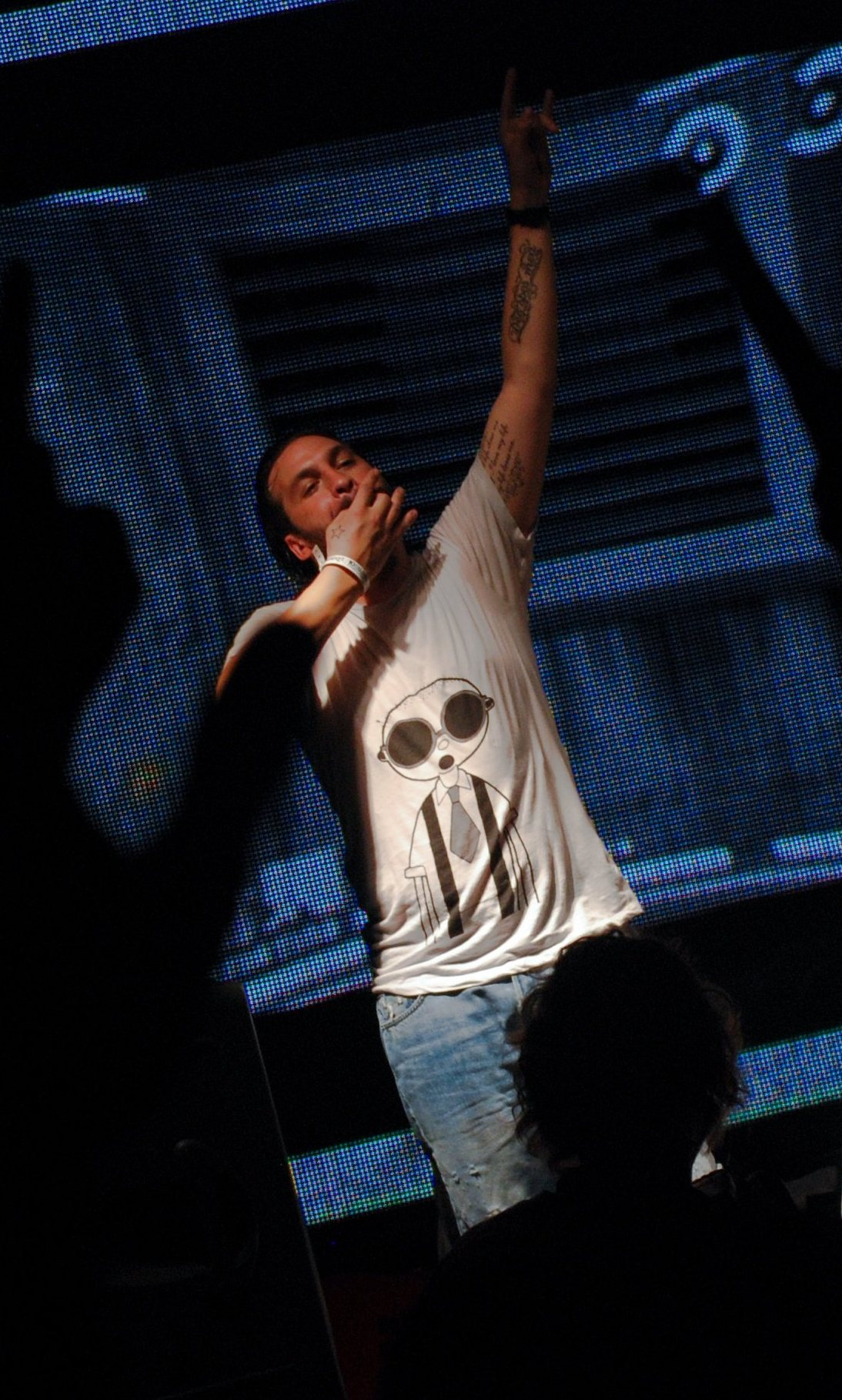
Стив Анжелло (на фото) является соавтором песни «Power & Control»

Синглы выделены жёлтым цветом. Студийные альбомы выделены синим цветом. Мини-альбомы выделены оранжевым цветом. Сборники выделены зелёным цветом.
| Песня                                    | Год       | Релиз                                      | Автор(ы)                                                                         | П                          |
| ---------------------------------------- | --------- | ------------------------------------------ | -------------------------------------------------------------------------------- | -------------------------- |
| «Are You Satisfied?»                     | 2010      | The Family Jewels                          | Марина Диамандис                                                                 | [ 13 ]                     |
| «Bad Kidz»                               | 2010      | Hollywood EP                               | Марина Диамандис Лиам Хоу Паскаль Габриель                                       | [ 14 ]                     |
| «Better Than That»                       | 2015      | Froot                                      | Марина Диамандис                                                                 | [ 15 ]                     |
| «Blue»                                   | 2015      | Froot                                      | Марина Диамандис                                                                 | [ 15 ]                     |
| «Bubblegum Bitch»                        | 2012      | Electra Heart                              | Марина Диамандис Рик Ноуэлс                                                      | [ 16 ]                     |
| «Buy the Stars»                          | 2012      | Electra Heart                              | Марина Диамандис                                                                 | [ 16 ]                     |
| «Can't Pin Me Down»                      | 2015      | Froot                                      | Марина Диамандис                                                                 | [ 15 ]                     |
| «Disconnect» (при участии Clean Bandit)  | 2015      | —                                          | Марина Диамандис Clean Bandit                                                    | [ 18 ]                     |
| «E.V.O.L»                                | 2013      | —                                          | Марина Диамандис Лиам Хоу                                                        | [ 19 ]                     |
| «Electra Heart» (при участии BetaTraxx)  | 2013      | —                                          | Марина Диамандис Тим Нильсон                                                     | [ 20 ] [ 21 ]              |
| «The Family Jewels»                      | 2010      | The Family Jewels                          | Марина Диамандис                                                                 | [ 13 ]                     |
| «Fear and Loathing»                      | 2012      | Electra Heart                              | Марина Диамандис                                                                 | [ 16 ]                     |
| «Forget»                                 | 2015      | Froot                                      | Марина Диамандис                                                                 | [ 15 ]                     |
| «Froot»                                  | 2015      | Froot                                      | Марина Диамандис                                                                 | [ 15 ]                     |
| «Girls»                                  | 2010      | The Family Jewels                          | Марина Диамандис Лиам Хоу Паскаль Габриель                                       | [ 13 ]                     |
| «Gold»                                   | 2015      | Froot                                      | Марина Диамандис                                                                 | [ 15 ]                     |
| «Guilty»                                 | 2010      | The Family Jewels                          | Марина Диамандис Ричард Стэннард Аш Хоус                                         | [ 13 ]                     |
| «Happy»                                  | 2015      | Froot                                      | Марина Диамандис                                                                 | [ 15 ]                     |
| «Hermit the Frog»                        | 2010      | The Family Jewels                          | Марина Диамандис                                                                 | [ 13 ]                     |
| «Hollywood»                              | 2010      | The Family Jewels                          | Марина Диамандис                                                                 | [ 13 ] [ 23 ]              |
| «Homewrecker»                            | 2012      | Electra Heart                              | Марина Диамандис Рик Ноуэлс                                                      | [ 16 ]                     |
| «How to Be a Heartbreaker»               | 2012      | Electra Heart                              | Марина Диамандис Dr. Luke Бенджамин Левин Аммар Малик Генри Уолтер Дэниел Омелио | [ 16 ] [ 24 ]              |
| «Hypocrates»                             | 2012      | Electra Heart                              | Марина Диамандис Рик Ноуэлс                                                      | [ 16 ]                     |
| «I Am Not a Robot»                       | 2009 2010 | The Crown Jewels EP The American Jewels EP | Марина Диамандис                                                                 | [ 13 ] [ 1 ] [ 26 ] [ 27 ] |
| «I’m a Ruin»                             | 2015      | Froot                                      | Марина Диамандис                                                                 | [ 15 ]                     |
| «Immortal»                               | 2015      | Froot                                      | Марина Диамандис                                                                 | [ 15 ]                     |
| «Just Desserts» (при участии Charli XCX) | 2013      | —                                          | Марина Диамандис Charli XCX                                                      | [ 9 ]                      |
| «Lies»                                   | 2012      | Electra Heart                              | Марина Диамандис Dr. Luke Томас Пэнтз Генри Уолтер                               | [ 16 ]                     |
| «Living Dead»                            | 2012      | Electra Heart                              | Марина Диамандис Грэг Керстин                                                    | [ 16 ]                     |
| «Lonely Hearts Club»                     | 2012      | Electra Heart                              | Марина Диамандис Райан Рэбин Райан МакМахон                                      | [ 16 ]                     |
| «Mowgli's Road»                          | 2010      | The Family Jewels                          | Марина Диамандис Лиам Хоу                                                        | [ 13 ] [ 28 ]              |
| «Numb»                                   | 2010      | The Family Jewels                          | Марина Диамандис                                                                 | [ 13 ]                     |
| «Obsessions»                             | 2010      | The American Jewels EP                     | Марина Диамандис                                                                 | [ 13 ] [ 26 ]              |
| «Oh No!»                                 | 2010      | The Family Jewels                          | Марина Диамандис Грэг Керстин                                                    | [ 13 ] [ 29 ]              |
| «The Outsider»                           | 2010      | The Family Jewels                          | Марина Диамандис                                                                 | [ 13 ]                     |
| «Power & Control»                        | 2012      | Electra Heart                              | Марина Диамандис Стив Анжелло                                                    | [ 16 ] [ 30 ]              |
| «Primadonna»                             | 2012      | Electra Heart                              | Марина Диамандис Джулия Фрост Dr. Luke Генри Уолтер                              | [ 16 ] [ 31 ]              |
| «Radioactive»                            | 2012      | Electra Heart                              | Марина Диамандис Миккел С. Эриксен Тор Эрик Хермансен Фабиан Линссен Chuckie     | [ 16 ]                     |
| «Rootless»                               | 2010      | The Family Jewels                          | Марина Диамандис Лиам Хоу Паскаль Габриель                                       | [ 13 ]                     |
| «Savages»                                | 2015      | Froot                                      | Марина Диамандис                                                                 | [ 15 ]                     |
| «Seventeen»                              | 2010      | The Family Jewels                          | Марина Диамандис                                                                 | [ 13 ]                     |
| «Sex Yeah»                               | 2012      | Electra Heart                              | Марина Диамандис Грэг Керстин                                                    | [ 16 ]                     |
| «Shampain»                               | 2010      | The Family Jewels                          | Марина Диамандис Лиам Хоу Паскаль Габриель                                       | [ 13 ] [ 34 ]              |
| «Simplify»                               | 2009      | The Crown Jewels EP                        | Марина Диамандис                                                                 | [ 1 ]                      |
| «Solitaire»                              | 2015      | Froot                                      | Марина Диамандис                                                                 | [ 15 ]                     |
| «Space and the Woods»                    | 2009      | Mowgli's Road                              | Сэм Истгейт                                                                      | [ 35 ]                     |
| «Starring Role»                          | 2012      | Electra Heart                              | Марина Диамандис Грэг Керстин                                                    | [ 16 ]                     |
| «Starstrukk»                             | 2010      | Radio 1's Live Lounge – Volume 5           | Шон Форман Натаниэль Мотт                                                        | [ 36 ] [ 6 ]               |
| «The Archetypes»                         | 2011      | —                                          | Марина Диамандис                                                                 | [ 37 ]                     |
| «The State of Dreaming»                  | 2012      | Electra Heart                              | Марина Диамандис Дэврим Караоглю Рик Ноуэлс                                      | [ 16 ]                     |
| «Teen Idle»                              | 2012      | Electra Heart                              | Марина Диамандис                                                                 | [ 16 ]                     |
| «True Colors»                            | 2016      | —                                          | Том Келли Билли Стинберг                                                         | [ 12 ]                     |
| «Weeds»                                  | 2015      | Froot                                      | Марина Диамандис                                                                 | [ 15 ]                     |
| «What You Waiting For?»                  | 2009      | iTunes Festival: London 2009               | Гвен Стефани Линда Перри                                                         | [ 3 ]                      |

### Кавер-версии
В 2009 году, в рамках выступления на фестивале Apple Music Festival в Лондоне, Диамандис исполнила песню «What You Waiting For?» американской певицы Гвен Стефани. Впоследствии, кавер-версия Диамандис вошла в её мини-альбом iTunes Festival: London 2009. В 2010 году, певица записала кавер-версию на песню «Starstrukk» американской рок-группы 3OH!3. Песня вошла в сборник кавер-версий от различных артистов — Radio 1's Live Lounge – Volume 5. В начале 2016 года состоялась премьера, на данный момент последней, кавер-версии от Диамандис на песню американской певицы Синди Лопер — «True Colors».
Мини-альбомы выделены оранжевым цветом. Сборники выделены зелёным цветом.
| Песня                   | Год  | Релиз                            | Автор(ы)                  | Ориг.        | П      |
| ----------------------- | ---- | -------------------------------- | ------------------------- | ------------ | ------ |
| «What You Waiting For?» | 2009 | iTunes Festival: London 2009     | Гвен Стефани Линда Перри  | Гвен Стефани | [ 3 ]  |
| «Starstrukk»            | 2010 | Radio 1's Live Lounge – Volume 5 | Шон Форман Натаниэль Мотт | 3OH!3        | [ 6 ]  |
| «True Colors»           | 2013 | —                                | Том Келли Билли Стинберг  | Синди Лопер  | [ 12 ] |

## Статистика
| По авторству       | По авторству |
| ------------------ | ------------ |
| Марина Диамандис   | 50 песен     |
| Лиам Хоу           | 6 песен      |
| Рик Ноуэлс         | 4 песни      |
| Грэг Керстин       | 4 песни      |
| Паскаль Габриель   | 3 песни      |
| Dr. Luke           | 3 песни      |
| Генри Уолтер       | 3 песни      |
| Фабиан Линссен     | 1 песня      |
| Chuckie            | 1 песня      |
| Дэврим Караоглю    | 1 песня      |
| Clean Bandit       | 1 песня      |
| Тим Нильсон        | 1 песня      |
| Ричард Стэннард    | 1 песня      |
| Charli XCX         | 1 песня      |
| Аш Хоус            | 1 песня      |
| Миккел С. Эриксен  | 1 песня      |
| Тор Эрик Хермансен | 1 песня      |
| Бенджамин Левин    | 1 песня      |
| Аммар Малик        | 1 песня      |
| Дэниел Омелио      | 1 песня      |
| Томас Пэнтз        | 1 песня      |
| Райан Рэбин        | 1 песня      |
| Райан МакМахон     | 1 песня      |
| Джулия Фрост       | 1 песня      |
| Стив Анджелло      | 1 песня      |

| По альбомам                      | По альбомам |
| -------------------------------- | ----------- |
| Electra Heart                    | 16 песен    |
| The Family Jewels                | 13 песен    |
| Froot                            | 12 песен    |
| iTunes Live: London Festival '09 | 5 песен     |
| iTunes Live: London Festival '10 | 5 песен     |
| The Crown Jewels EP              | 4 песни     |
| The American Jewels EP           | 4 песни     |
| Кавер-версии                     | 3 песни     |